# Song Car-Tunes
Ko-Ko Song Car-Tunes, Song Car-Tunes, або (як помилково називають деякі джерела) Sound Car-Tunes — серія коротких трихвилинних анімаційних фільмів випущених Максом Флейшером та Дейвом Флейшером між травнем 1924 року і вереснем 1927 року. У них вперше було використано ефект «стрибучого м'яча» («Bouncing Ball»), аби завдяки візуальному показу ритму пісні заохотити аудиторію підспівувати. У Song Car-Tunes також було вперше зроблено спроби застосування звукового кіно в анімації, за кілька років до мультфільму Dinner Time Пола Террі (випущеного в жовтні 1928 року) і Steamboat Willie Волта Діснея (листопад 1928 року).

## Історія
Загалом було створено 47 фільмів. Перший, Come Take a Trip on My Airship, випущено 9 березня 1924 року. Починаючи з 1925 року, близько 16 фільмів створено з фонограмою, накладеною за допомогою системи звукозапису Phonofilm, розробленою Лі де Форестом. Решту 31 було випущено без звуку, вони відтворювалися під живу музику в кінотеатрах.
Брати Флейшери разом із ДеФорестом, Едвіном Майлзом Фадіманом та доктором Хьюго Різенфельдом заснували корпорацію Red Seal Pictures, яка володіла 36 кінотеатрами на східному узбережжі США, аж до Клівленда, штат Огайо. У вересні 1926 року американський підрозділ DeForest Phonofilm і Red Seal Pictures Corporation збанкрутував, і Флейшери припинили використання системи Phonofilm, випустивши свою останню звукову пісню Car-Tune, By the Light of the Silver Moon (1927), якраз на початку ери звуку. На початку 1929 року Флейшери підписали контракт з Paramount Pictures. Колишній партнер Флейшера Альфред Вайс перевипустив деякі з німих пісенних фільмів у 1929-1932 роках з новими саундтреками, новою анімацією та новими титрами, які експлуатували репутацію популярних пісенних фільмів, прибравши з них імена Макса та Дейва Флейшера.
З настанням ери звуку Флейшери відродили серію пісенних фільмів під назвою Screen Songs у лютому 1929 року, оскільки вони були власниками оригінального патенту на цю концепцію. Хоча клоуна Ко-Ко тимчасово відправили на пенсію через ускладнення, пов'язані з розпадом студії Inkwell Studios, «М'ячик, що стрибає» було збережено. Ця нова серія тривала цілих сім хвилин і містила більше анімації, ніж ранні «Автомобільні мелодії», і була побудована навколо теми пісні, що звучала в мультфільмі.
У перших фільмах нової серії були використані стандартні сюжети, такі, як «Тротуари Нью-Йорка» (вийшов 5 лютого 1929 року) та «Старий Чорний Джо». Серіал продовжився новими постановками пісень, раніше випущених у попередніх серіалах, таких як «Daisy Bell», «Good Bye, My Lady Love», «Mother Pin a Rose On Me», «Oh! How I Hate to Get Up in the Morning» і «Come Take a Trip in My Airship», що випускалися компанією Paramount Pictures протягом дев'яти років.
У багатьох з них брали участь популярні зірки естради, радіо та звукозапису, такі як Етель Мерман, Руді Валлі, Ліліан Рот, брати Міллз та сестри Босвел. Починаючи з 1934 року, серія «Пісні з екрану» була присвячена біг-бендам епохи свінгу, таким як Ейб Лайман, Шеп Філдс, Гас Арнхейм, Хел Кемп, Джек Денні, Вінсент Лопес, Генрі Кінг, Джей Фрімен, Джеррі Бейлін, Берт Блок, Френк Дейлі та Джиммі Дорсі.
Концепція «Екранних пісень» була переглянута у спеціальному виданні серії Technicolor Noveltoons у 1945 році з фільмом «Коли солдат Джонні повертається додому», а офіційно серія повернулася у 1947 році з фільмом «Цирк приїжджає до клоуна» і тривала до 1951 року. Paramount спробував відродити серіал у 1963 році після телевізійного успіху «Співаймо разом з Мітчем», випустивши мультфільм «Свято бродяги».
Концепція «М'яча, що стрибає» стала настільки усталеною культурною іконою, що її використовували в телевізійній рекламі для продажу всіляких товарів - від снодійних таблеток до котячого корму. Незадовго до виходу на пенсію у 1968 році Дейв Флейшер використав форму «м'яча, що підстрибує» для фіналу «Цілком сучасної Міллі», де він зняв вирізану анімацію, в якій голова Беатріс Ліллі «підстрибує» над текстом заголовної пісні .